# Лаврентіївський літопис
Лаврентіївський літопис — один з найдавніших збережених літописів, створений в XIV ст. Відомий в єдиному пергаментному рукописі. Згідно колофону рукопису, він був написаний в 1377 році монахом Лаврентієм в часи правління князя Суздальського та Нижньогородського Дмитра Костянтиновича. Доведений до 1305 року.

## Історія виявлення та публікації
Існує припущення, висловлене Б.М. Клоссом, що рукопис був написаний у Печерському монастирі Нижнього Новгорода. Не пізніше кінця XVI ст. і до початку XVIII ст. Лаврентіївський рукопис зберігався в монастирі міста Володимир-на-Клязьмі. Потім рукопис попав у приватну колекцію. В 1792 році він був куплений графом Мусіним-Пушкіним. Останній подарував його російському імператору Олександру I. В 1811 році імператор передав літопис в Імператорську публічну бібліотеку (зараз Російська національна бібліотека), де рукопис і знаходиться по цей день.
- Вперше повністю опублікований в 1846 році в Повному зібранні рускіх літописів (том 1).
- В 1872 году рукопис був частково опублікований фотографічним способом (опублікований літопис тільки до 1110 року, тобто тільки Повість временних літ)

### Особливості видання в складіПовного зібрання рускіх літописів
Видання в складі Повного зібрання руських літописів (ПСРЛ) виконане по трьох рукописах, проте можна вважати кожен з цих рукописів самостійним літописом:
- Лаврентіївський рукопис. Пергаментний кодекс, збереглись 173 аркуші, втрачені 12 аркушів. Зараз відсутні між аркушами 9-10 шість аркушів про події 6406-6429 (898—921) років, після арк. 169 — п’ять аркушів про події 6771-6791 (1263—1283) років, після арк. 170 — один аркуш про події 6796-6802 (1288—1293) років[1]. Ці три лакуни у виданнях ПСРЛ заповнюються по тексту Радзивіллівського літопису.

Переписаний двома писарями при незначній участі третього, при цьому другий писар назвав себе в приписці — це монах Лаврентій (від його імені і походить назва літопису), він вказав, що почав роботу 14 січня, а закінчив 20 березня 6885 (1377) року при великому князі Дмитрі Костянтиновичі і по благословенню єпископа Суздальського Діонісія. Лаврентій переписав аркуші  40 об. — 173 об., перший писар — арк. 1 зв. — 40 зв. Трохи пізніше в рукопис вставлені 3 аркуші: арк. 157 і арк. 167 переписані третім писарем, а арк. 161 — другим. Текст рукопису завершується подіями 6813 (1305) року.
- Радзивіллівський літопис. Його текст опублікований в томі I ПСРЛ у вигляді різночитань, а в томі XXXVIII ПСРЛ повністю.
- Московсько-Академічний рукопис. Співпадаючий текст закінчується описом смерті княгині Марії в 1205 році. Подальший текст опублікований окремо і включає в себе відносно детальне викладення подій  1205—1238 років, а також короткий ростовський літопис 1239—1419 років, остання відомість помічена жовтнем 6927 (1418) року. Його єдиний рукопис датований біля 1498 року. Аналіз різночитань показує, що Московсько-академічний та Радзивіллівський літописи помітно ближчі один до одного, ніж до Лаврентіївського. Лаврентіївський рукопис відображає пізнішу стадію розвитку тексту літопису, ніж попередні два.

## Зміст

### Короткий опис змісту
- «Повість временних літ». Арк. 1 зв.—96, виклад завершується 6618 (1110) роком, в кінці розміщена приписка Сильвестра. Таким чином, ПВЛ займає більше половини  літопису.
- «Суздальська літопис» з переважно українськими відомостями (1110—1161 роки). Арк. 96—118, далі 1162 и 1163 роки без відомостей (Літопис йде зразу без переходу після Повісті временних літ).
- «Суздальська літопис» з переважно відомостями Володимиро-Суздальської землі (1164—1304 роки). Арк. 118—172 зв., 6 аркушів втрачено.

У складі літопису — «Повість временних літ» та наступні літописні статті, що доходять до 1305 року. Початково літопис описував події Київської Русі. Потім, упродовж XII ст., основною темою літописних статей стає життя міста Володимира-на-Клязьмі; з початку XIII ст. велика увага приділена Ростовському князівству.
- «Повість временних літ» (ПВЛ)
- Звід південної Русі /       «Київський літопис»
- «Суздальський літопис»

- Лаврентіївське продовження «Суздальського літопису»
      «Радзивіллівського» продовження «Суздальського літопису»

- «Галицько-Волинський літопис»
- «Софійський перший літопис»
- Тверський список 1305 року
- втрачені аркуші вцілілих рукописів

### Розгорнутий опис змісту
Після назви літопису «Це Повість временних літ…» йдуть описи легендарних подій: «Про розділення землі синами Ноя після потопу», «Про вавилонське стовпотворіння і розділення народів…», «Опис шляху „З варяг у греки“», «Про мандрівку апостола Андрія в землі полян і слов’ян», «Про заснування Києва», опис розселення і звичаї слов’янських народів, «Історія про те, як хозари взяли данину з полян мечами».
Під 6360 роком йде перша хронологічна звістка про початок царювання Михайла цезаря (тобто Візантійського імператора). Після цього записи років йдуть підряд, навіть якщо під яким-небудь роком ніякі події не описуються.
Між 9 і 10 аркушами рукопису декілька аркушів втрачено. Через це не закінчена розповідь за 6406 рік і відсутній опис подій за 6407-6429 роки (текст може бути доповнений з інших рукописів «Повісті временних літ»).
Під 1096 роком включений текст Повчання Володимира Мономаха, лист Володимира до Олега і молитва (арк. 78-85), відсутні в інших літописах та взагалі в будь-яких рукописах.
На 96 аркуші між 6618 и 6619 роками присутній колофон, виконаний ігуменом Сильвестром про те, що він «написав книги ці літопис» в 6624 році (писар монах Лаврентій скопіював приписку Сильвестра, як це нерідко бувало в середньовічній писемності). Вважається, що «Повість временних літ» йде саме до цього запису. Проте приписка Сильвестра міститься після обриву розповіді статті 1110 року (згідно Іпатіївського літопису) та відсутня в інших літописах, таких як Іпатіївський та похідні від нього. Відповідно, ця приписка з’явилась в результаті втрати протографом Іпатіївського літопису заключної частини. Приписка присутня тільки у трьох рукописах Лаврентіївської групи: самому Лаврентіївському рукописі, Радзивіллівському та Московсько-Академічному рукописі. Проте в усіх трьох рукописах текст цієї приписка різниться. Всі ці деталі дозволяють стверджувати, що приписка Сильвестра є несправжньою. 

Окрім механічних лакун, в Лаврентіївському рукописі є ряд пропусків текстів, що доповнюються у його виданнях:
- декілька рядків тексту за 1088—1089 роки.
- декілька рядків тексту за кінець 1197 року.
- частина тексту за 1203—1205 роки.

Вставні тексти:
- Повість про нашестя Батия.
- Під 1263 роком вставка з «Життя Олександра Невського».

Дуже коротко викладена Липицька битва.
На аркушах 172зв і 173 приведений колофон, виконаний монахом Лаврентієм, який завершив написання рукопису 20 березня 6885 (1377) року при великому князі Дмитрі Костянтиновичі та єпископі суздальському і нижньо-новгородському Діонісії.
На заключних аркушах 173 і 173 зв також присутні деякі записи.

## Хронологія подій
Згідно підрахунків Н. Г. Бережкова, в Лаврентіївському літописі за 1110—1304 роки міститься 101 березневий рік, 60 ультра-березневих, 4 роки нижче березневих, 5 пустих, 26 не збереглись.
Групи 6619-6622 (1110—1113), 6626-6627 (1117—1118), 6642-6646 (1133—1137) років ультра-березневі. 6623-6678 (1115—1170) в цілому березневі. 6679-6714 (1170—1205) в цілому ультра-березневі. Але 6686 (1178), 6688 (1180) березневі.
Третя група років: з повторного 6714 до 6771 (1206—1263) березневі, але серед них 6717 (1208), 6725-6726 (1216—1217), 6740 (1231) — ультра-березневі. Ті роки, що містяться після лакуни 6792-6793 (1284—1285) березневі, 6802-6813 (1293—1304) ультра-березневі.

## Видання
- Т.1. I. II. Лаврентьевская и Троицкая летописи. — СПб: Типография Эдуарда Праца, 1846. 267 стор.
- 2-е изд. Летопись по Лаврентьевскому списку. СПб, 1872. 592 стор. (включає Московсько-Академічний літопис)
- 3-е изд. Летопись по Лаврентьевскому списку. 1897. 534 стор.
- Т.1. Лаврентьевская летопись. 2-е изд. / Под ред. И. Ф. Карского.
  - Вып.1. Повесть временных лет. Л., 1926. pdf
  - Вып.2. Суздальская летопись по Лаврентьевскому списку. Л., 1927. pdf
  - Вып.3. Приложения: Продолжение Суздальской летописи по Академическому списку. Указатели. Л., 1928. pdf
- (фототипический репринт вып.1-3 = М.,1962).
- Т.1. Лаврентьевская летопись. М., ЯРК. 1997. 496 стр. (ISBN 5-7859-0026-2) Допечатка: М., 2001.
- Лаврентьевская летопись. (Серия «Русские летописи», т.12). Рязань, Александрия. 2001. 586 стр.

### Довідники
- Франчук, В. Ю. Лаврентіївський літопис // Енциклопедія історії України : у 10 т. / редкол.: В. А. Смолій (голова) та ін. ; Інститут історії України НАН України. — К. : Наукова думка, 2009. — Т. 6 : Ла — Мі. — С. 9. — ISBN 978-966-00-1028-1.
- «Повість временних літ» початку ХІІ ст. за списком Лаврентіївського літопису 1377 року // Німчук В. Історія української мови. Хрестоматія Х-ХІІІ ст. Житомир: Полісся, 2015. — С. 158.  [Архівовано 5 липня 2019 у Wayback Machine.]
- Лаврентіївський літопис [Архівовано 2 червня 2017 у Wayback Machine.] // Юридична енциклопедія : [у 6 т.] / ред. кол.: Ю. С. Шемшученко (відп. ред.) [та ін.]. — К. : Українська енциклопедія ім. М. П. Бажана, 2001. — Т. 3 : К — М. — 792 с. — ISBN 966-7492-03-6.
- Лаврентіївський кодекс (список) // Літературознавча енциклопедія : у 2 т. / авт.-уклад. Ю. І. Ковалів. — Київ : ВЦ «Академія», 2007. — А — Л. — С. 543.